# Південне (Семенівська сільська громада)
Півде́нне —  село в Україні, в Мелітопольському районі Запорізької області. Входить до складу Семенівської сільської громади. Населення становить 23 осіб. 

## Географія
Село Південне складається з єдиної вулиці, яка йде з півночі на південь. Асфальтована дорога довжиною 3 км зв'язує Південне з селом Трудове. З Південного виходять також дві ґрунтових дороги - у бік Обільного і Федорівки.

## Історія
Згідно сайту Верховної Ради України село було засноване в 1950 році. Хоча вже на німецькій військовій карті 1943 року на місці села відзначений хутір Південний (Jushnyj), що складається з двох вулиць і з'єднаний ґрунтовою дорогою з сучасним Трудовим, в довіднику за адміністративно-територіальним поділом 1946 року Південне як самостійний населений пункт ще не значиться .
У 1990 році населення Південного налічувало близько 30 осіб. На північ від села розташовувалася молочно-товарна ферма. З Південного в Трудове вела асфальтована дорога .
До 2019 року орган місцевого самоврядування - Новомиколаївська сільська рада.